# Вучјак (ТВ филм)
„Вучјак” је југословенски ТВ филм из 1961. године. Режирао га је Иван Хетрих а сценарио је написао Мирослав Крлежа

## Улоге
| Глумац            | Улога |
| ----------------- | ----- |
| Реља Башић        |       |
| Вања Драх         |       |
| Жужа Егрени       |       |
| Љубо Капор        |       |
| Миња Николић      |       |
| Фабијан Шоваговић |       |
| Иван Шубић        |       |